# Gian Vincenzo Pinelli
Gian Vincenzo Pinelli (Nápoles, 1535 – Pádua, 31 de agosto de 1601) foi um humanista (zoólogo, botânico, médico, colecionador e linguista) italiano.
Pinelli foi um mentor de Galileu Galilei. Possuia uma das maiores bibliotecas de sua época, com cerca de 8.500 volumes.